# فرید یعقوب‌نیا
فرید یعقوب‌نیا (زادهٔ شیرگاه، مازندران) بازیکن سابق و مربی فوتبال اهل ایران است که در پست مدافع برای باشگاه فوتبال نساجی مازندران بازی می‌کرد و کاپیتان این باشگاه نیز بوده‌است.
وی سابقهٔ حضور در باشگاه فوتبال پگاه گیلان در لیگ برتر خلیج فارس را در کارنامه دارد.